# رابطة أكاديميات اللغة الإسبانية
رابطة أكاديميات اللغة الإسبانية ((بالإسبانية: Asociación de Academias de la Lengua Española) ، ASALE) (بالإنجليزية: Association of Academies of the Spanish Language) هي منظمة ثقافية إسبانية هدفها العمل من أجل وحدة اللغة الإسبانية وسلامتها ونموها. تم إنشاؤها في المكسيك عام 1951 ويمثل اتحاد جميع الأكاديميات المنفصلة في العالم الناطق بالإسبانية. تنشر الجمعية أعمالًا مرجعية عن اللغة الإسبانية وطبعات تذكارية للأدب الإسباني، من بين منشورات أخرى.   

## تاريخها والتأسيس
من خلال مبادرة رئيس المكسيك آنذاك ميغيل أليمان فالديس، انعقد المؤتمر الأول للأكاديميات بهدف الحفاظ على نزاهة اللغة الإسبانية وتعزيز نموها.  عقد الاجتماع في الفترة من 23 أبريل إلى 6 مايو 1951 وأسفر عن إنشاء الجمعية  وهيئتها الدائمة. الأكاديمية الملكية الإسبانية (الإسبانية: Real Academia Española أو RAE) لم يكن حاضرا في الاجتماع الأولي لكنه شارك في اللجنة الدائمة.  منذ المؤتمر الثاني الذي انعقد في عام 1956، لأكاديمية الملكية الإسبانية كانj مشاركًا منتظمًا. [بحاجة لمصدر]. في عام 2000، نظمت الجمعية مدرسة المعجم الإسباني ومؤسسة كارولينا لتعزيز المعاجم الإسبانية، وبالتعاون مع RAE حصلت الجمعية على جائزة أمير أستورياس للسلام.  تم إنشاء أكاديمية غينيا الاستوائية في عام 2013 وانضمت إلى الجمعية في عام 2016.

### المؤتمرات
| الرقم | تاريخ                            | المدينة           | الإِقلِيم    | ملاحظات                                   |
| ----- | -------------------------------- | ----------------- | ---------- | ----------------------------------------- |
| 1     | 23 أبريل - 6 مايو 1951           | مكسيكو سيتي       | المكسيك    | لم يكن لأكاديمية الملكية الإسبانية مشاركة |
| 2     | 22 أبريل - 2 مايو 1956           | مدريد             | إسبانيا    |                                           |
| 3     | 27 يوليو - 6 أغسطس 1960          | بوغوتا            | كولومبيا   |                                           |
| 4     | 30 نوفمبر - 10 ديسمبر 1964       | بوينس ايرس        | الأرجنتين  | ولم يشارك الوفد الكوبي                    |
| 5     | 24 يوليو - 19 أغسطس 1968         | كيتو              | الاكوادور  | ولم تحضر وفود من كوبا وفنزويلا            |
| 6     | 20-29 نوفمبر 1972                | كاراكاس           | فنزويلا    |                                           |
| 7     | 13-23 نوفمبر 1976                | سانتياغو دي تشيلي | تشيلي      | ولم يحضر وفدا من كوبا والمكسيك            |
| 8     | 20-27 أبريل 1980                 | ليما              | بيرو       | ولم يشارك الوفد الكوبي                    |
| 9     | 8-15 أكتوبر 1989                 | سان خوسيه         | كوستا ريكا | ولم تحضر وفود من كوبا وهندوراس وباراغواي  |
| 10    | 24-29 أبريل 1994                 | مدريد             | إسبانيا    |                                           |
| 11    | 15-19 تشرين الثاني / نوفمبر 1998 | بويبلا دي سرقسطة  | المكسيك    |                                           |
| 12    | 12-15 نوفمبر 2002                | سان خوان          | بورتوريكو  |                                           |
| 13    | 21-24 مارس 2007                  | ميديلين           | كولومبيا   |                                           |
| 14    | 21-25 نوفمبر 2011                | مدينة باناما      | بنما       |                                           |
| 15    | 23-25 نوفمبر 2015                | مكسيكو سيتي       | المكسيك    |                                           |
| 16    | 27-30 مارس 2019                  | قرطبة             | الأرجنتين  |                                           |

## التنظيم والهيكلية
تجتمع الجمعية كل أربع سنوات، بقيادة لجنة دائمة تتألف من رئيس (منصب يشغله مدير الأكاديمية الملكية الإسبانية)، وأمين عام (أحد مديري الأكاديميات الأخرى)، وأمين صندوق (يختاره الإسبان. Royal Academy) وعضوين على الأقل من أعضاء مجلس الإدارة يتم اختيارهم من الأكاديميات المرتبطة، ويتم ترشيحهم بالتناوب سنويًا.    خلال المؤتمر الثالث للأكاديميات، الذي عُقد في بوغوتا، كولومبيا، في عام 1960، تم التوصل إلى اتفاق يُلزم بموجبه حكومات البلدان التي لديها أعضاء في الاتحاد بتقديم الدعم المالي للأكاديميات الخاصة بها وللرابطة الأكبر.

## الأكاديميات
| الدولة              | الاسم باللغة الاسبانية                        | الاسم باللغة العريبة                             | التأسيس |
| ------------------- | --------------------------------------------- | ------------------------------------------------ | ------- |
| إسبانيا             | الأكاديمية الملكية الإسبانية                  | الأكاديمية الملكية الإسبانية                     | 1713    |
| كولومبيا            | Academia Colombiana de la Lengua              | الأكاديمية الكولومبية للغة                       | 1871    |
| الاكوادور           | Academia Ecuatoriana de la Lengua             | الأكاديمية الإكوادورية للغة                      | 1874    |
| المكسيك             | الأكاديمية المكسيكية للغة                     | الأكاديمية المكسيكية للغة                        | 1875    |
| السلفادور           | Academia Salvadoreña de la Lengua             | الأكاديمية السلفادورية للغة                      | 1876    |
| فنزويلا             | Academia Venezolana de la Lengua              | الأكاديمية الفنزويلية للغة                       | 1883    |
| تشيلي               | الأكاديمية التشيلية للغات                     | الأكاديمية الشيلية للغة                          | 1885    |
| بيرو                | Academia Peruana de la Lengua                 | أكاديمية بيرو للغة                               | 1887    |
| غواتيمالا           | Academia Guatemalteca de la Lengua            | أكاديمية اللغة الغواتيمالية                      | 1887    |
| كوستا ريكا          | Academia Costarricense de la Lengua           | أكاديمية كوستاريكا للغة                          | 1923    |
| فيلبيني             | Academia Filipina de la Lengua Española ‏      | الأكاديمية الفلبينية للغة الإسبانية              | 1924    |
| بنما                | الأكاديمية البنمية للغات                      | الأكاديمية البنمية للغة                          | 1926    |
| كوبا                | Academia Cubana de la Lengua                  | الأكاديمية الكوبية للغة                          | 1926    |
| باراغواي            | Academia Paraguaya de la Lengua Española      | أكاديمية باراغواي للغة الإسبانية                 | 1927    |
| بوليفيا             | Academia Boliviana de la Lengua               | الأكاديمية البوليفية للغة                        | 1927    |
| جمهورية الدومينيكان | Academia Dominicana de la Lengua              | أكاديمية الدومينيكان للغة                        | 1927    |
| نيكاراغوا           | Academia Nicaragüense de la Lengua            | أكاديمية نيكاراغوا للغة                          | 1928    |
| الأرجنتين           | الأكاديمية الأرجنتينية للآداب                 | أكاديمية الآداب الأرجنتينية                      | 1931    |
| أوروغواي            | Academia Nacional de Letras                   | الأكاديمية الوطنية للآداب                        | 1943    |
| هندوراس             | Academia Hondureña de la Lengua               | أكاديمية هندوراس للغة                            | 1949    |
| بورتوريكو           | Academia Puertorriqueña de la Lengua Española | أكاديمية بورتوريكو للغة الإسبانية                | 1955    |
| الولايات المتحدة    | Academia Norteamericana de la Lengua Española | أكاديمية أمريكا الشمالية للغة الإسبانية          | 1973    |
| غينيا الإستوائية    | Academia Ecuatoguineana de la Lengua Española | أكاديمية Equatoguinean للغة الإسبانية            | 2013    |
| إسرائيل             | Academia Nacional del Judeoespañol en Israel  | الأكاديمية الوطنية اليهودية الإسبانية في إسرائيل | 2020    |

على الرغم من أن الإسرائيليين يتحدثون العبرية والعربية والإنجليزية والروسية بشكل أساسي، إلا أن مؤتمر ASALE حول اليهودية الإسبانية الذي عقد في عام 2015  أدى إلى خطط لإنشاء فرع إسرائيلي. تأسست مجموعة من الأكاديميين من قبل ASALE في عام 2018 وتم تقديمها إلى حكومة إسرائيل للاعتراف بها. سيكون لدى الأكاديميات الوطنية للغة اليهودية الإسبانية في إسرائيل القدرة على تقديم التماس للانضمام كعضو كامل، على الأرجح في عام 2019. [بحاجة لتحديث] لا توجد خطط لبليز أو جبل طارق أو أندورا لأن يكون لها أكاديميات خاصة بها، على الرغم من أن غالبية السكان يتحدثون الإسبانية إما كلغة أولى أو ثانية. هناك أيضًا عدد كبير من السكان الإسبان في البرازيل والصحراء الغربية.

## أعمال الجمعية
التعاون بين الأكاديمية الملكية الإسبانية والأكاديميات الأخرى تم التعبير عنها في التأليف المشترك من العمال المشتركة ومنها:
- الطبعة الثانية والعشرين التي نُشرت في عام 2001 من قاموس اللغة الإسبانية (الإسبانية: Diccionario de la Lengua Española)
- طبعة 1999 من قواعد الإملاء (الإسبانية: Ortografía) كان يعتبر عملاً حقيقيًا من أصل إسباني.
- تحرير القواعد (بالإسبانية: Gramática)
- تجميع قاموس Americanism (بالإسبانية: Diccionario de americanismos).

## الروابط الخارجية
- الموقع الرسمي